# Base aérea de Afrikanda
El Base aérea de Afrikanda (en ruso: Аэродром Африканда; ICAO:; IATA: ), es un aeropuerto militar situado al norte al poblado de Afrikanda, en el óblast de Múrmansk. 

## Pista
La base aérea de Afrikanda dispone de una pista de hormigón en dirección 10/28 de 2.500x50 m. (8.202x164 pies).

## Operaciones militares
Durante la guerra fría el aeródromo alojaba al 431 regimiento aéreo de caza (431 Gv IAP), entre cuyo armamento estaban 39 interceptores Su-15TM (designación OTAN: Flagon-E).
En el año 1993, el 641 Gv IAP (641º Regimiento de Guardia de Aviación de Intercepción) fue trasladado aquí desde el aeródromo de Rogachevo con sus SU-27 (designación OTAN: Flanker-B), formando conjuntamente el 470 regimiento aéreo de caza (470 Gv IAP).
Según la página holandesa Scramble, el (470 Gv IAP) fue disuelto en el año 2001. Otras fuentes dan la fecha exacta del 1 de septiembre de 2001.
En 1978 un Su-15TM (designación OTAN: Flagon-E) fue lanzado desde Afrikanda para interceptar el vuelo 902 de Korean Airlines, un Boeing 707 que fue obligado a aterrizar de manera contundente.